# マリー・テレーズ・ドートリッシュ
マリー・テレーズ・ドートリッシュ（フランス語: Marie Thérèse d'Autriche, 1638年9月10日 - 1683年7月30日）は、フランス王ルイ14世の王妃。父はスペイン王フェリペ4世、母はフランス王アンリ4世とマリー・ド・メディシスの娘イサベル・デ・ボルボン。スペイン名はマリア・テレサ（María Teresa de Austria）。
ルイ14世の父ルイ13世はイサベルの兄、母アンヌ・ドートリッシュはフェリペ4世の姉であり、ルイ14世とマリー・テレーズとは父方・母方双方で従兄妹に当たる。神聖ローマ皇帝レオポルト1世の皇后マルガリータ・テレサは異母妹、スペイン・ハプスブルク家最後の王カルロス2世は異母弟である。

## 生涯

### 結婚

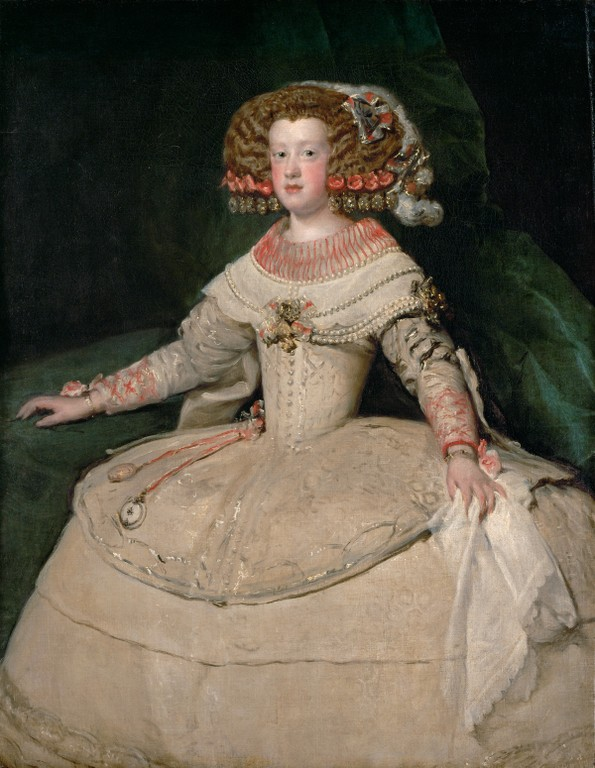
ディエゴ・ベラスケスによる王女マリア・テレサの肖像(1652 - 1653年)

1659年、ジュール・マザランによりルイ14世の妃に選ばれ、即位から17年になるルイ14世と1660年6月9日にフランス側のナバラ王国（フランス領バスク）のサン＝ジャン＝ド＝リュズ（現在のピレネー＝アトランティック県の都市）で結婚した。
この結婚はピレネー条約で取り決められ、マリーの持参金として賠償金をつける代わりに、彼女とルイ14世の子供達はスペインの王位継承権を放棄することになっていた。しかし、当時のスペイン王家は取り決めに応じた持参金を支払うことができなかったことから、後に王位継承権を巡って国際戦争（ネーデルラント継承戦争、スペイン継承戦争）にまで至る。

### フランス王妃として

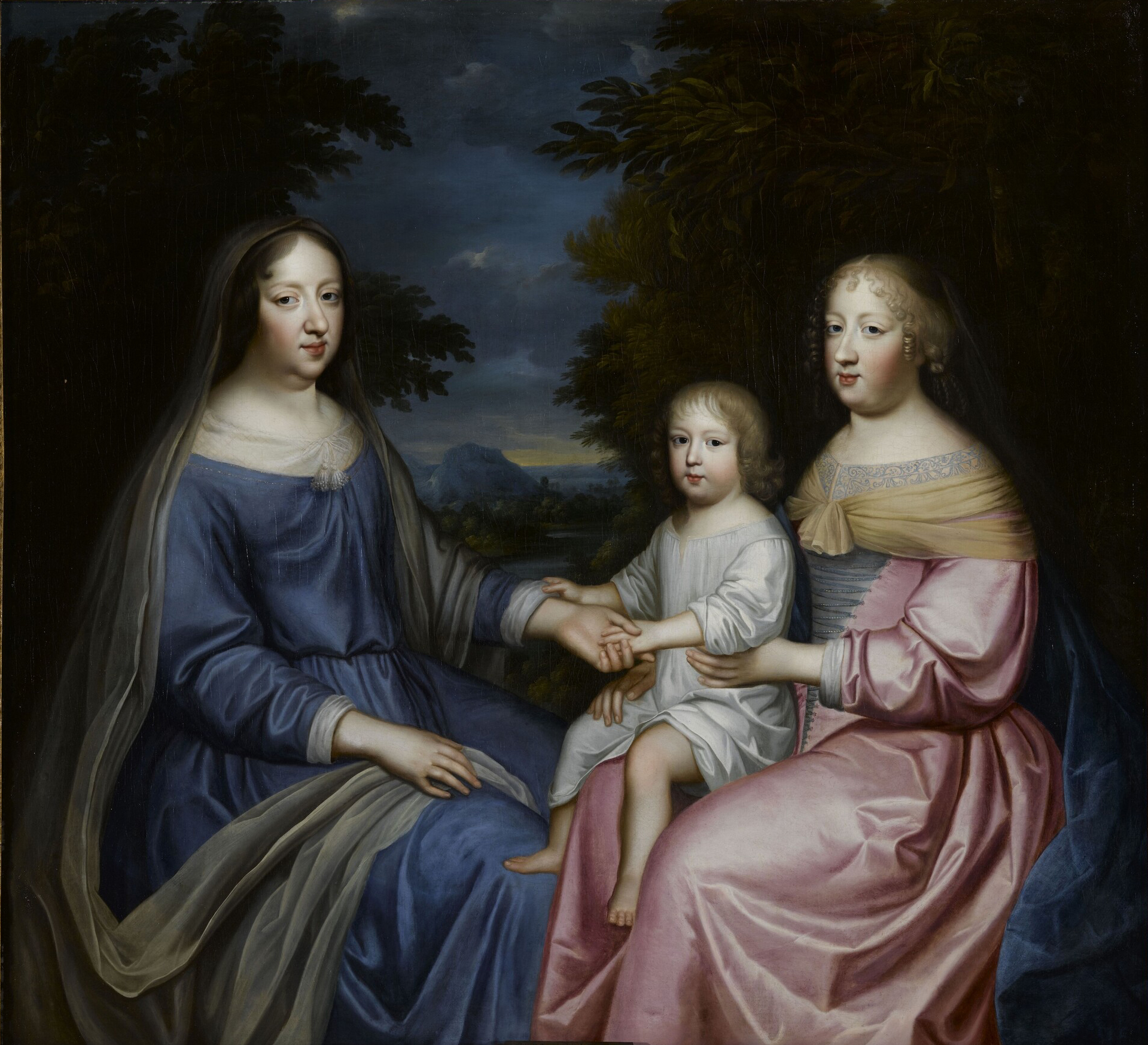
伯母アンヌ・ドートリッシュ、王子ともに

マリーはフランス語を上手に話すことができず、スペイン訛りのフランス語は周囲をいらつかせた。ハプスブルク家独特の小さく短い唇はマリーのとぼしい表情をより寂しいものとさせた。マリー・テレーズは政治や文学に興味を持たず、義母アンヌと共に祈り、トランプ遊びをして過ごした。アンヌは同じスペイン・ハプスブルク家出身の伯母でもあり、スペイン語での会話を楽しむなど良好な関係であったが、アンヌは6年後の1666年に死去した。
ルイ14世との結婚生活は良好なものに見えたが、マリーの猜疑心のない性格は逆にルイ14世を遠ざけてしまい、次第に国王は王妃を無視するようになった。ルイ14世は公妾や愛人を沢山作ったが、その存在を最後に知らされるのはマリーであった。ルイ14世は表向きは王妃とベッドを共にしているように見せかけていた。
控えめな性格であった寵姫ルイーズ・ド・ラ・ヴァリエールについては「野にひそやかに咲くスミレのような方」と好意的に見ており、彼女が宮廷を去りカルメル会修道院に入ってから、王妃は何度か見舞いに行っている。しかし、あたかも自分こそが王妃のように振舞うモンテスパン侯爵夫人には「いずれこの女性により国を滅ぼされる」と嫌悪している。ルイ14世が非常に信心深いマントノン侯爵夫人を寵姫に迎えた頃、王妃を顧みない生活を正すよう注意を受けたという奇妙なエピソードも残っている。マントノン侯爵夫人は、その善良な人柄から王妃への配慮を忘れなかったため、マリーは、自分はこの時期ほど良く扱われたことはなかったと語っている。マリー・テレーズ王妃は殆どの時間を使用人と過ごし、宮廷に出ることはほとんどなく、穏やかで信仰深い生活を送っていた。
国王との間には3男3女が生まれたが、長男ルイ（グラン・ドーファン、ルイ15世の祖父）以外は夭逝し、マリーも1683年に44歳で死去した。死因は腋に大きな腫瘍ができる癌であったとされる。長い間寵姫や愛人にうつつを抜かしていたルイ14世だが、王妃の死の際には涙を流して別れを告げたとされている。
後にグラン・ドーファンの次男アンジュー公フィリップは、ピレネー条約で定められたマリーの持参金が支払われていないことを理由にスペイン王位継承権の放棄は無効であるとし、フェリペ5世として王位を継承した。

## 子女
3男3女が生まれたが、長男を除いて夭逝した。
- ルイ（1661年 - 1711年） - 王太子。グラン・ドーファンと呼ばれる。ルイ15世の祖父、スペイン王フェリペ5世の父。
- アンヌ・エリザベート（1662年）
- マリー・アンヌ（1664年）
- マリー・テレーズ（1667年 - 1672年）
- フィリップ・シャルル（1668年 - 1671年） - アンジュー公
- ルイ・フランソワ（1672年） - アンジュー公

諸説あり
- ルイーズ・マリー・テレーズ (モレの黒い尼僧) (フランス語版, 1658年？ - 1732年頃)

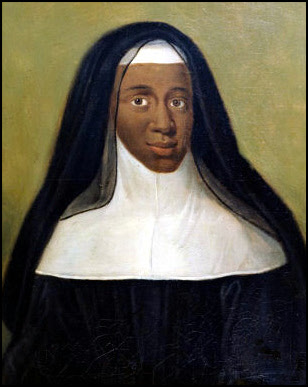
ルイーズ・マリー・テレーズ (モレの黒い尼僧)

またの名はルイーズ・マリー・聖テレーズ、モレのモール女。生まれについてはマリー・テレーズ王妃と黒人の小人の小姓ナボ (Nabo) との子、ルイ14世と黒人女性との子、王家に保護された若い孤児の3つの説があるが不明。宮廷が置かれたフォンテーヌブロー城界隈モレ・シュル・ロワン (fr) の修道院で暮らしていた修道女。ルイ14世より年金を受け取っていた。マリー=テレーズ王妃やグラン・ドーファンといった王族やサン=シモン公、モンテスパン侯爵夫人など宮廷の高位貴族が頻繁に修道院を訪ねている。

## 系譜
| マリー・テレーズ | 父: フェリペ4世 (スペイン王) | 祖父: フェリペ3世 (スペイン王)          | 曽祖父: フェリペ2世 (スペイン王)             |
| マリー・テレーズ | 父: フェリペ4世 (スペイン王) | 祖父: フェリペ3世 (スペイン王)          | 曽祖母: アナ・デ・アウストリア[1]            |
| マリー・テレーズ | 父: フェリペ4世 (スペイン王) | 祖母: マルガレーテ (オーストリア大公女) | 曽祖父: カール2世 (オーストリア大公)         |
| マリー・テレーズ | 父: フェリペ4世 (スペイン王) | 祖母: マルガレーテ (オーストリア大公女) | 曽祖母: マリア・アンナ（バイエルン公女）[2]  |
| マリー・テレーズ | 母: イサベル[3]              | 祖父: アンリ4世 (フランス王)            | 曽祖父: アントワーヌ (ヴァンドーム公)        |
| マリー・テレーズ | 母: イサベル[3]              | 祖父: アンリ4世 (フランス王)            | 曽祖母: ジャンヌ・ダルブレ (ナバラ女王)      |
| マリー・テレーズ | 母: イサベル[3]              | 祖母: マリー・ド・メディシス            | 曽祖父: フランチェスコ1世 (トスカーナ大公)   |
| マリー・テレーズ | 母: イサベル[3]              | 祖母: マリー・ド・メディシス            | 曽祖母: ジョヴァンナ (オーストリア大公女)[4] |

系譜の中に、複数の叔姪婚が含まれている（赤字が姪）。
1. マクシミリアン2世 (神聖ローマ皇帝)と、フェリペ2世の妹マリアの子であり、叔父と姪の結婚である。
2. カール2世妃マリア・アンナは、バイエルン公アルブレヒト5世と、カール2世の姉アンナの間の娘であり、叔父と姪の結婚である。
3. 兄にルイ13世 (フランス王)、妹にチャールズ1世 (イングランド王)妃アンリエット・マリーがいる。
4. フェルディナント1世 (神聖ローマ皇帝)の娘で、フェリペ2世の従妹にあたる。